# ماشه خاموش
ماشهٔ خاموش (به انگلیسی: Silent Trigger) یک فیلم اکشن و دلهره‌آور آمریکایی محصول سال ۱۹۹۶ به کارگردانی راسل مالکهی با بازی دولف لاندگرن و جینا بلمن است. لاندگرن یک سرباز نیروهای ویژهٔ پیشین است که در حال حاضر به عنوان یک قاتل مسلح فرستاده شده در یک مأموریت توسط یک «آژانس» مخفی برای انجام ترور.

## داستان
”واکسمن” (دولف لاندگرن) عضو سابق نیروهای ویژه است که به عنوان یک قاتل مسلح برای سازمان مخفی دولتی کار می‌کند. اما وقتی یکی از ماموریت‌های مخفی او به درستی پیش نمی‌رود او و همکارش «کلگ» تبدیل به هدفهای شماره یک سازمان می‌شوند…